# Wahlenbergia banksiana
Wahlenbergia banksiana är en klockväxtart som beskrevs av A.Dc. Wahlenbergia banksiana ingår i släktet Wahlenbergia och familjen klockväxter. Inga underarter finns listade i Catalogue of Life.